# Din tid
"Din tid" är en låt från 2001 framförd av Laila Adèle och rapparen Megaton. Låten skrevs av Laila Adèle, Patrik Collén, Peter Webb, Petter Alexis, Adam Freiholtz. Låten finns med på albumet Laila Adèle och släpptes som singel med låten "Familjen".